# Fissicrambus artos
Fissicrambus artos là một loài bướm đêm trong họ Crambidae.